# Harmony of Difference
Harmony of Difference è un EP del sassofonista jazz statunitense Kamasi Washington, pubblicato nel 2017.
L'EP ottiene recensioni entusiastiche: Pitchfork lo inserisce nella sua lista dei migliori album dell'anno 2017.
| Recensione       | Giudizio |
| ---------------- | -------- |
| AllMusic         | [ 1 ]    |
| Drowned in Sound | [ 5 ]    |
| The Guardian     | [ 6 ]    |
| Pitchfork        | [ 7 ]    |
| Rolling Stone    | [ 8 ]    |
| The Times        | [ 9 ]    |

## Tracce
Testi e musiche di Kamasi Washington.
1. Desire – 4:37
2. Humility – 2:46
3. Knowledge – 3:52
4. Perspective – 3:24
5. Integrity – 3:47
6. Truth – 13:30

## Classifiche
| Classifica (2017)     | Posizione massima |
| --------------------- | ----------------- |
| Spagna                | 97                |
| US Heatseekers Albums | 1                 |
| US Independent Albums | 8                 |
| US Jazz Albums        | 1                 |
| US Tastemakers        | 7                 |
| US Vinyl Albums       | 7                 |